# Histoire des Yorubas

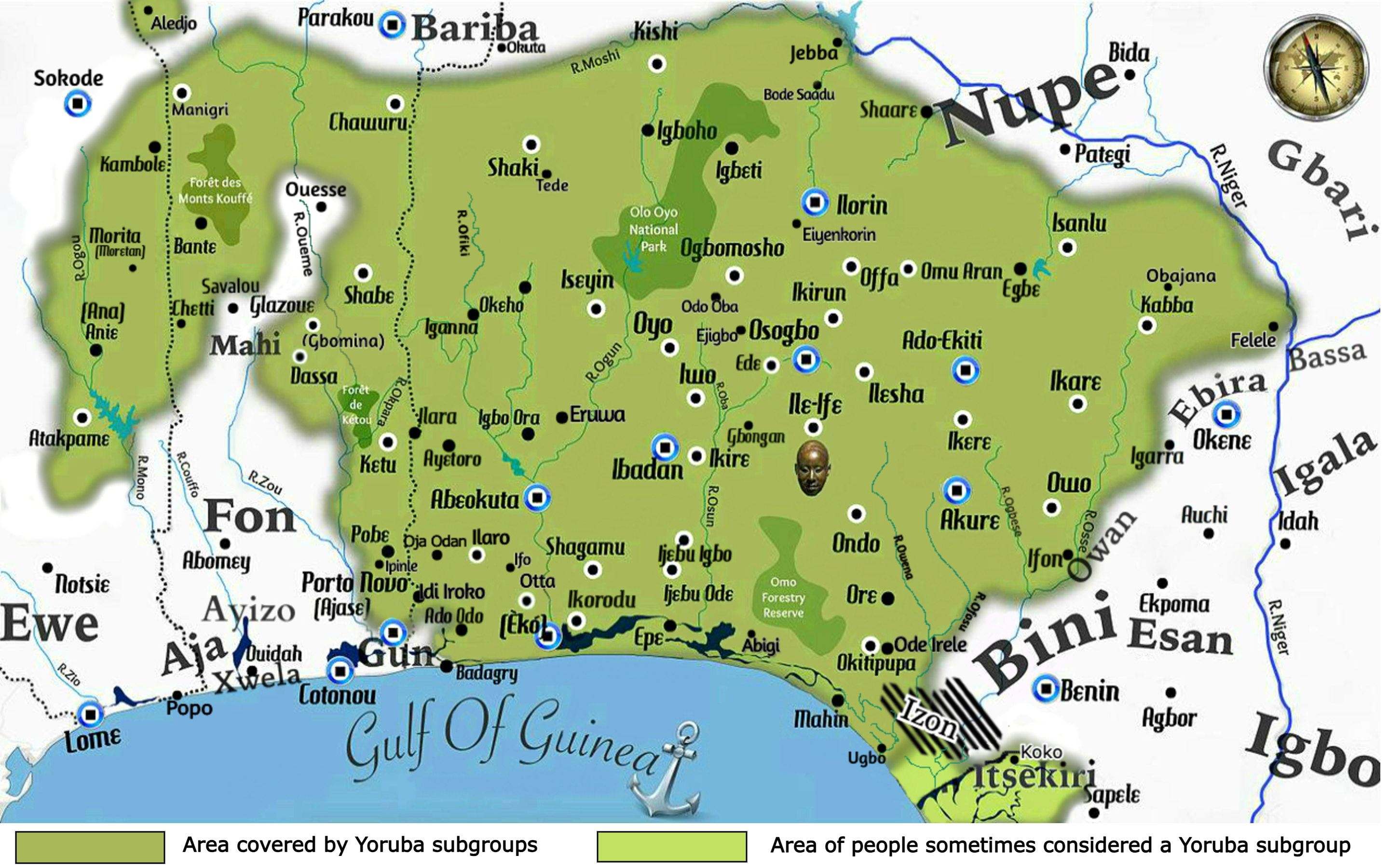
Aire culturelle des Yoruba.

L'histoire des Yorubas commence à être documentée lorsque Ọranyan est arrivé à la tête de l'empire d'Oyo, qui est devenu dominant au début du XVIIe siècle. Les traditions les plus anciennes du royaume autrefois dominant d'Ile-Ifè sont en grande partie orales.
Le nom « Yorùbá » est donné au peuple de la rive gauche du fleuve Niger, dérivé du démotique « Yarba » (le même que le terme haoussa « Yarriba »), mentionné pour la première fois dans l'ouvrage du capitaine Clapperton (Travels and Discoveries in Northern and Central Africa, 1822 - 1824) et référencé beaucoup plus tard par le révérend Samuel Johnson (The History of The Yorubas).
Avant la généralisation, chaque tribu Yoruba est appelée par des noms indigènes, et la dénotation est principalement destinée aux Oyo.

## Premiers établissements humains yorubas
Vers 3250 av. J.-C., les peuples proto-yoruboïdes (en) sont apparus comme un groupe distinct à partir d'un groupe voltaïco-congolais auparavant indifférencié, après la fin de la « grande sécheresse » vers 3500 avant J.-C..
Lors du premier millénaire avant J.-C., les peuples proto-yoruboïdes se sont démographiquement étendus vers le sud et l'ouest à partir de leur Urheimat, un lieu que l'on soupçonne d'être situé autour du coin sud-ouest du confluent Niger-Benue. Ils établissent plusieurs "sociétés de maison" ou clans à petite échelle dans les forêts, les marécages et les prairies ouvertes de la région.

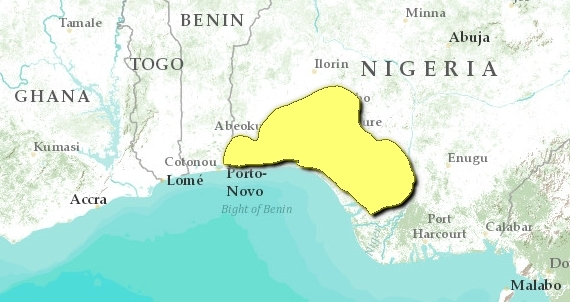
Région des.

Vers 500 av. J.-C., l'ancienne colonie d'Ufẹ (Ife) est fondée à cette époque ou plus tôt ; il est question au départ d'un groupe de minuscules hameaux ou « sociétés de maison » dans une dépression marécageuse entourée de collines au cœur des forêts de la plaine nigériane (en), comme les sociétés contemporaines de la région de Yorubaland apparues à peu près à la même époque. Ife est cependant devenue la première ville yoruba et l'un des États les plus influents d'Afrique grâce à la diffusion de ses systèmes monarchiques, sociaux, culturels et religieux par le biais de migrations fondatrices de royaumes, formant des noyaux sociétaux dans toutes les régions situées entre le cours inférieur du Niger et la Volta,.
Les restes humains (« l'homme d'Itaakpa ») et d'autres preuves archéologiques provenant de l'abri sous roche d'Itaakpa (en) et d'autres sites associés, Abuke, Oluwaju et Addo, à l'ouest de l'actuel Ife-Ijumu (en), montrent la présence d'habitants et de peuplements dans le nord-est du Yorubaland vers 300 av. J.-C. Les matériaux récupérés comprennent des poteries, des amandes de palmier carbonisées et des outils microlithiques. Il s'agit du troisième site archéologique du Nigeria à produire des restes humains,,.
En 250, les communautés yorubas ont achevé de s'étendre sur tous les paysages et terrains de l'actuelle région du Yorubaland, à l'exception de quelques poches à l'extrême ouest (par exemple Atakpamé). Elles couvrent l'ensemble du bassin littoral et du littoral entre le fleuve Oueme (Odò Ofe) sur la côte ouest et le fleuve Escravos (en) (Odò Egbere) sur la côte est, comme les ancêtres de l'Itsekiri moderne.

## Premières sociétés yorubas
Au VIe siècle, les Obas sont le titre des chefs qui président les formations sociopolitiques les plus importantes qui prennent forme dans le centre et le nord-est de la région Yorubaland sous la forme de méga-maisons. Les racines de ces nouvelles entités politiques se trouvent dans les anciennes "sociétés-maisons" ou clans qui dominaient la société depuis au moins les IVe et Ve siècles avant notre ère. Dans certaines parties des régions vallonnées d'Ekiti et de Yagba, les Ọwa (chefs de maison) sont utilisés conjointement. Dans le sud-est, Ọlọja (chef de communauté) est la terminologie dominante utilisée pour désigner les nouveaux chefs, tandis que dans l'ouest, Olu (le plus haut placé) est également couramment utilisé.
Le site historique sacré et la communauté primitive d'Orun Oba Ado ont été établis,. On y a trouvé du verre HLHA d'Ife produit localement ainsi que du verre sodocalcique provenant de l'étranger, ce qui démontre qu'Ife faisait peut-être partie de réseaux commerciaux étendus et de grande envergure à cette époque.

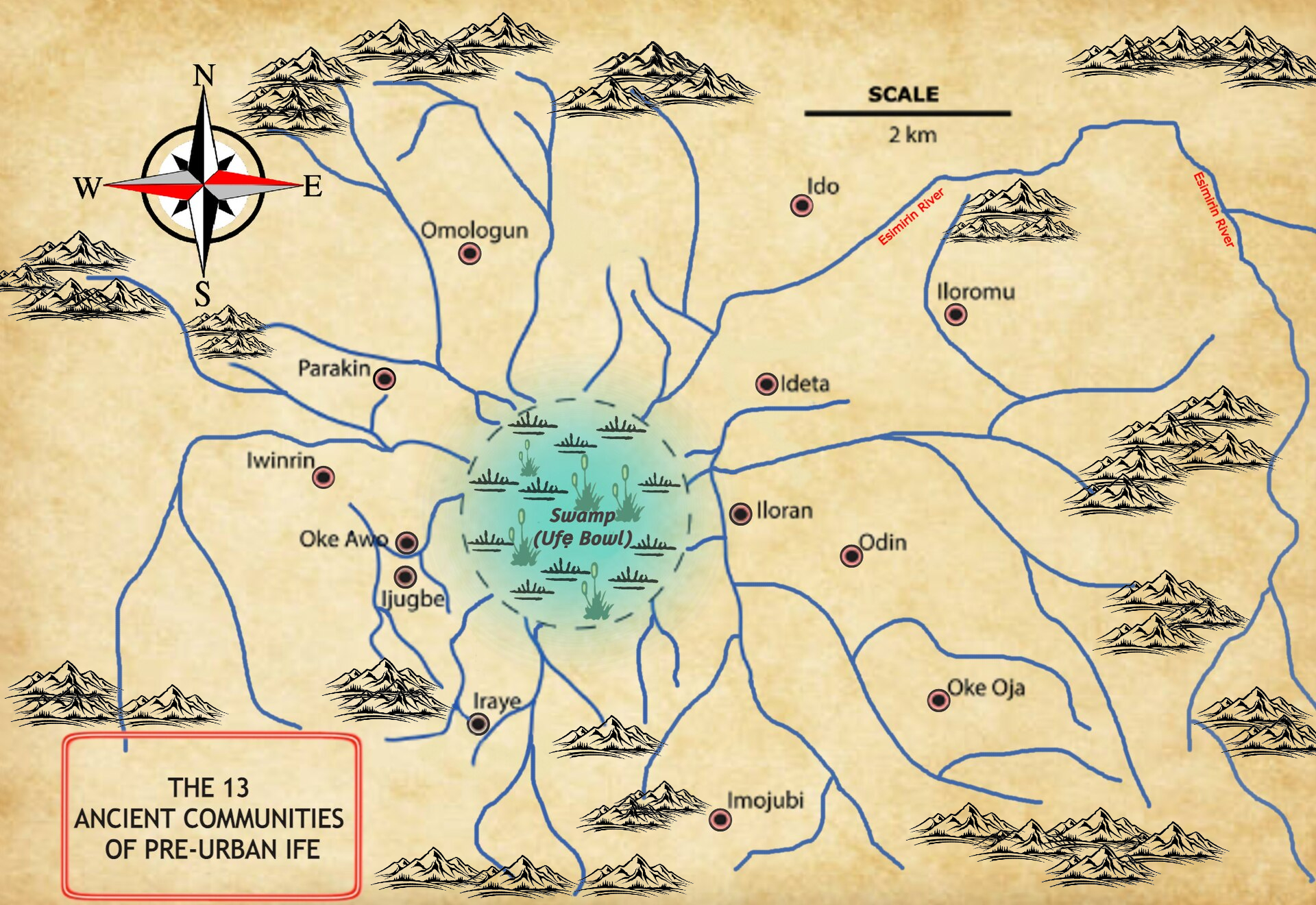
Les treize anciennes communautés formées à Ife avant la ville-État.

Au VIIIe siècle, treize méga-maisons sont formées à Ife, la plus grande étant Idita ou Iranje. Les treize méga-maisons initiales conclurent alors un accord politique confédéral avec un leadership rotatif en tant que premier mini-État de la région de Yorubaland. Parmi les treize chefs de clan figuraient Obaluru, Oba ijio, Obawinrin, Obalejugbe, Obameri, entre autres, sous la direction de personnalités telles qu'Oramfe/Oranfe, suivi d'Obàtálá. Les groupes dialectaux de la langue yoruba se sont différenciés en trois des cinq groupes actuels, à l'exception du nord-ouest et du sud-ouest de la langue yoruba, qui ne semblent pas s'être développés à cette époque,.

## Ville-État d'Ife

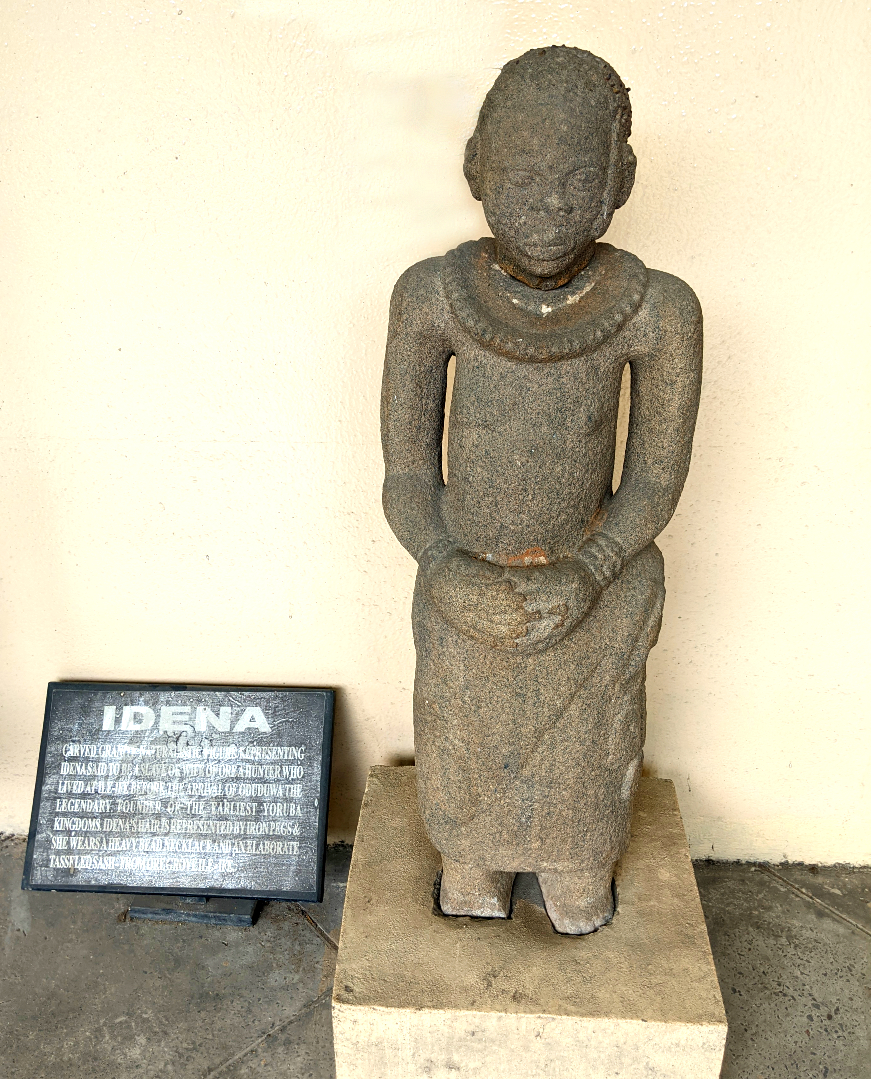
Idena, la gardienne du bosquet d'Ore à Ife, sculptée dans du granit massif à l'entrée du bosquet d'Ore (réplique).

Au début du IXe siècle, Ife se transforme en une puissante cité-État forestière, accompagnée du début d'une ère artistique. La ville commence à connaître un boom de la production artistique, transformant Ife en un important centre d'innovation,. Des statues d'Idena (gardienne du bosquet d'Ore à Ife) sont sculptées dans du granit massif à l'entrée du bosquet d'Ore (Igbo Ore), associé à Oke Ora à Ile-Ife. Les figures sont représentées debout, les doigts entrelacés, le torse nu, un grand manteau ceint d'une ceinture à glands autour du bas du corps, des bracelets de perles et des perles globulaires enfilées dans une parure de cou circulaire. La statue d'idena donne un aperçu des coutumes vestimentaires, de la religion et de la culture des populations qui vivaient dans le centre du Yorubaland vers l'an 800.
En 840, les découvertes archéologiques et les fouilles de monticules ronds à l'Ancienne Oyo ou Oyo-Ilè, la région qui devient plus tard la capitale de l'Empire d'Oyo, confirment la présence d'une activité humaine et d'un peuplement dans le nord-ouest de la région de Yorubaland à cette époque,,.
En 870, les remblais défensifs de l'Eredo de Sungbo sont construits dans la région du pays d'Ijebu, dans le centre-sud de la région de Yorubaland. D'une longueur de 165 km et d'une hauteur de 5 à 20 m dans les parties les plus profondes, avec des parois verticales, sa construction nécessite le déplacement d'environ 3,5 millions de m³ de terre. La construction de l'Eredo est faite en plusieurs phases, avec la section orientale construite d'abord comme une fortification défensive par une population yoruba antérieure appelée Udoko, et la section occidentale construite plus tard par Obanta (en) à l'époque d'Ijebu. Il est considéré comme la plus grande structure en terre jamais construite en Afrique, et, grâce à l'étude Lidar, comme la plus grande enceinte en terre du monde.

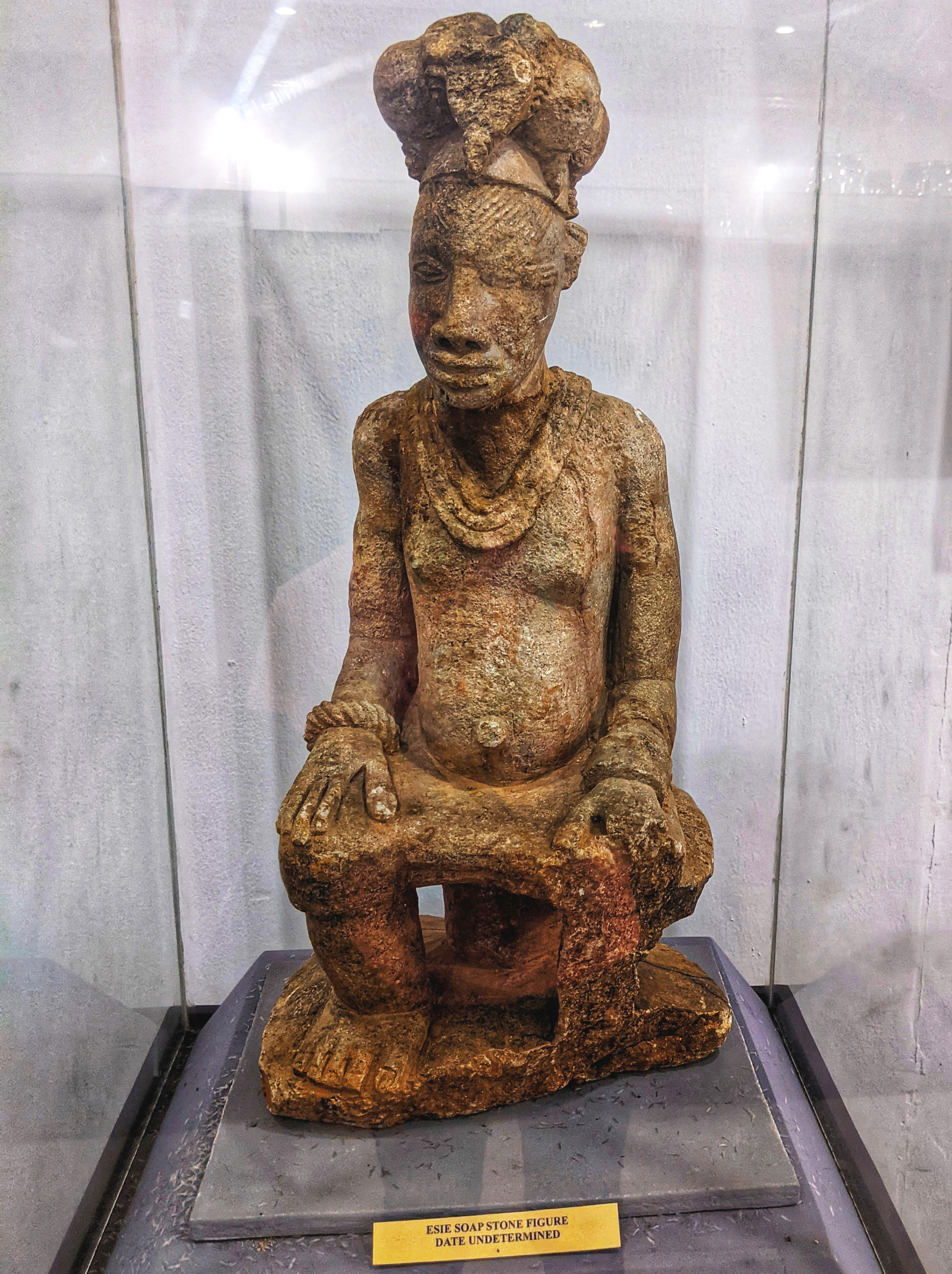
Figurine d'Esiẹ.

Les figurines d'Esiẹ (en), au nombre de plus de 1 000, constituent la plus grande collection de statues en pierre taillée d'Afrique. La datation par thermoluminescence des statues en stéatite les situe vers 890,. Elles ressemblent fortement à celles de la première période de formation d'Ife et pourraient avoir été fabriquées par un groupe lié à Ife à une société organisée appelée « complexe culturel Oba »,.
Au Xe siècle, le concept de royauté divine, c'est-à-dire le fait que l'Oba soit un roi-dieu, membre des Orishas et incarnation d'une divinité, est devenu la norme à Ife, d'où il est la référence de modèle de gouvernance et d'ordre social dans l'ensemble de la région. Le corpus religieux yoruba de l'Ifá s'est également normalisé à Ife à cette époque, bien que la pratique se soit progressivement développée autour du centre du Yorubaland depuis le début de la période de formation d'Ife (500-800 ap. J.-C.). Ife a continué à maintenir cette primauté rituelle pendant de nombreux siècles par la suite.

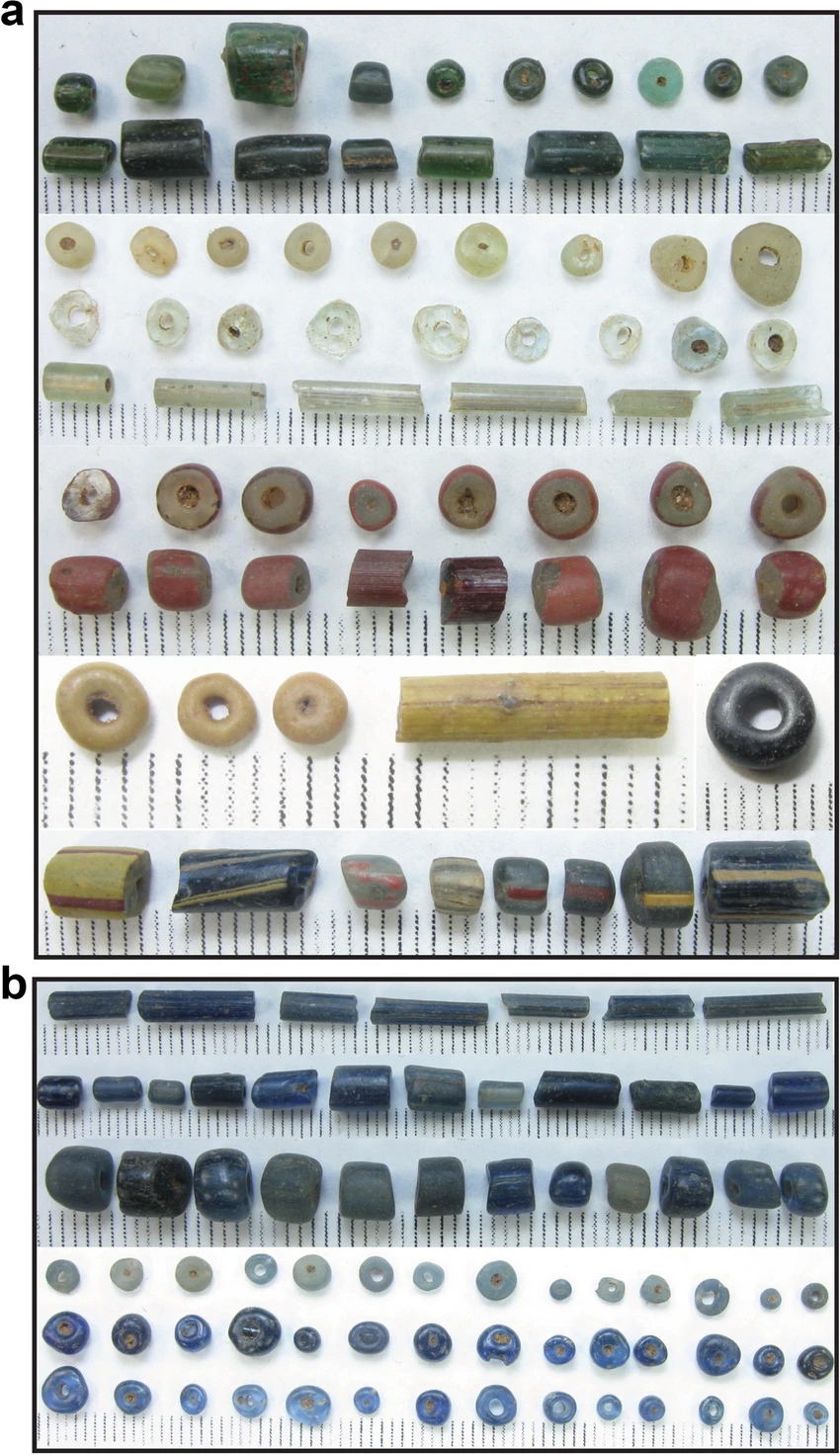
Perles de verre de différentes couleurs et formes provenant d'Ile-Ife.

Ife se lance dans la production de verre (en), une technologie que l'on pense absente en Afrique subsaharienne, et développe un monopole commercial sur ce produit,. La circulation des perles d'Ife commence dès 900 avant J.-C. et les fouilles archéologiques sur le site d'Igbo Olokun mettent au jour plus de 13 000 perles de verre ainsi que plusieurs kilogrammes de creusets, de débris de production et de résidus vitrifiés datant au moins du XIe siècle. L'analyse chimique du verre Ife ou Yoruba révèle une signature chimique unique, complètement différente des autres types de verre connus dans le monde. Des colorants tels que le manganèse, le fer, le cobalt et le cuivre sont intentionnellement ajoutés pour produire une gamme de couleurs, y compris des nuances de bleu-vert dichroïque (Ṣẹ̀gí, Akori, Coris), incolore, multicolore, gris foncé/noir et rouge-jaune (Iyùn). Ces perles de verre d'Ilé-Ifè se trouvent sur les sites archéologiques de Kissi (en), Diouboye, Gao, Essouk, Koumbi Saleh et à Kanem sur le lac Tchad, ce qui montre la participation d'Ife en tant que centre de production dans un plus grand réseau commercial d'Afrique de l'Ouest qui la rend très riche,.
Oduduwa, un chef de la communauté de Oke Ora (la colline d'Ora) à l'est d'Ife prend le contrôle de la royauté à Ife,  inaugurant ainsi la période de formation tardive d'Ife, également connue sous le nom d'« ère Oduduwa » ou de deuxième dynastie,. Cette ère se caractérise par une consolidation politique, religieuse et économique. La principale base économique d'Ife passe alors de l'agriculture à l'artisanat.
Ife devient une ville marchande et un centre commercial d'une importance considérable avec un large réseau de territoires tributaires, et émerge simultanément comme un nœud terminal méridional d'un réseau de commerce transsaharien qui constitue la première source d'importation de cuivre en Afrique de l'Ouest.

## Empire d'Ife
Bien que la chronologie précise reste inconnue, des preuves archéologiques indiquent que des colonies existent à Ile-Ifè au Xe au VIe siècle av. J.-C.. La ville se transforme progressivement en un centre plus urbain entre le IVe et le VIIe siècle. Au VIIIe siècle, une puissante cité-État se forme. Sous la direction de figures aujourd'hui défiées comme Odùduwà, Ife atteint de nouveaux sommets, son influence s'étend sur une vaste région correspondant à l'actuel sud-ouest du Nigeria posant les bases de l'essor éventuel de l'empire d'Ife (vers 1200-1420). Toutefois, Odùduwà ne constitue pas le premier roi du peuple Yoruba.
La période entre 1200 et 1400 est souvent appelée « l'âge d'or » d'Ile-Ifè, marquée par une production artistique exceptionnelle, une prospérité économique et un développement urbain. Les artisans de la ville excellent dans la création de sculptures exquises en bronze, en terre cuite et en pierre. Ces œuvres, réputées pour leur naturalisme et leur maîtrise technique, ne sont pas seulement des objets d'appréciation esthétique, mais portent probablement aussi une signification religieuse, reflétant potentiellement la cosmologie et les systèmes de croyances du peuple Ife.
Cette tradition artistique coïncide avec le rôle d’Ile-Ifè en tant que centre commercial majeur. L'emplacement stratégique de l'empire Ife favorise sa participation à de vastes réseaux commerciaux à travers l'Afrique de l'Ouest. Il convient de noter la preuve d’une industrie florissante de perles de verre à Ile-Ifè. Les fouilles archéologiques mettent au jour de nombreuses perles de verre, témoignant d'une production locale et de l'existence de connaissances et de technologies spécialisées. Ces perles, en particulier les perles dichroïques reconnues pour leurs qualités irisées, sont très recherchés et se trouvent dans la région du Sahel, révélant l'ampleur des vastes connexions commerciales de l'empire d'Ife.
La richesse générée par le commerce alimente le remarquable développement urbain observé à Ile-Ifè. Les preuves archéologiques indiquent une ville bien planifiée avec une infrastructure impressionnante, notamment des routes pavées et des systèmes de drainage sophistiqués. Une caractéristique distinctive de l'urbanisme d'Ife est l'utilisation de trottoirs en tessons de poterie. Ces trottoirs, créés à partir de fragments de poterie brisée, ne sont pas seulement fonctionnels mais témoignent également un souci d’esthétique et de conception urbaine. L'échelle et la sophistication du paysage urbain d'Ile-Ifè mettent en évidence la prospérité économique de l'empire et l'organisation sociale complexe nécessaire pour soutenir une population importante et concentrée. L'empire d'Ife commence à décliner vers le XVe siècle.

## Empire d'Oyo

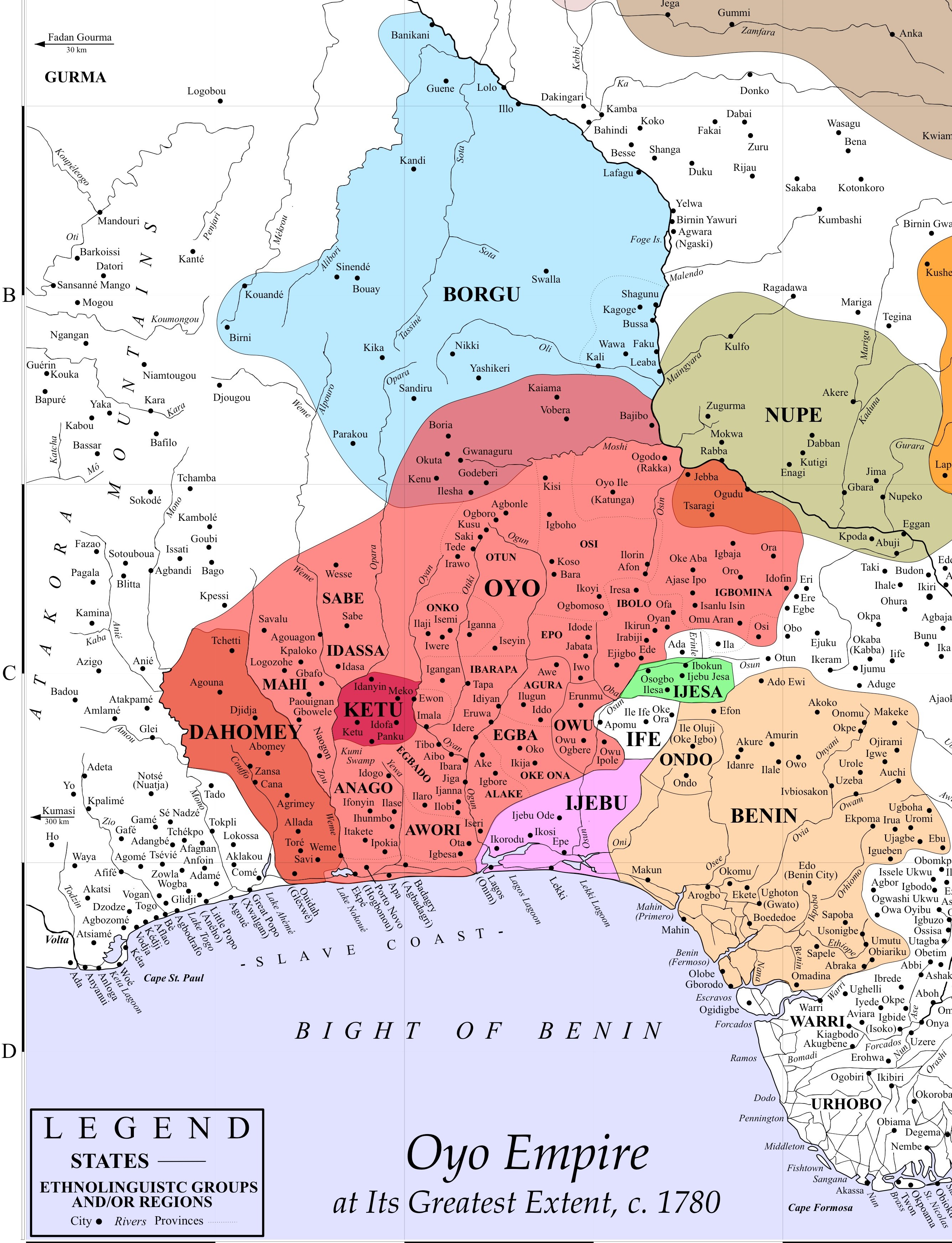
L'Empire d'Oyo à l'apogée de son étendue, vers 1780.

Ife est dépassé par l'Empire d'Oyo en tant que puissance militaire et politique dominante des Yoruba entre 1600 et 1800. Le royaume du Bénin voisin est également une force puissante entre 1300 et 1850.
Oyo se développe au XVIIe siècle et devient l'un des plus grands royaumes yoruba, tandis qu'Ile-Ifè reste un rival religieux important de son pouvoir sur le site de la création divine de la terre dans la mythologie yoruba. Après l'ascension d'Oduduwa à Ile-Ife, celui-ci a un fils qui devint plus tard le premier dirigeant de l'empire d'Oyo.
L'empire d'Oyo soumet le royaume du Dahomey et commerce avec les marchands européens sur la côte via Ajase. La richesse de l’empire augmente , tout comme celle de son dirigeant politique. Cette domination se maintient jusqu'à ce qu'Oba Abiodun, le dernier grand dirigeant d'Oyo, engage ses adversaires dans une guerre civile acharnée; ce qui ruine le développement économique et le commerce avec les marchands européens. Peu de temps après l'empire s'effondre, car Abiodun se concentre plus sur l'étalage de la richesse royale. L'empire d'Oyo tombe dans le déclin dans les années 1830.
Comme Oyo elle-même, la plupart des cités-États environnantes sont contrôlées par des Obas, des monarques-prêtres élus, et des conseils composés d'Oloyes, des dirigeants reconnus d'origine royale, noble et souvent même commune, qui les accompagnent dans la gouvernance les royaumes à travers une série de guildes et de cultes. Les différents États présentent des rapports de pouvoir différents entre la royauté et le conseil des chefs. Certaines, comme Oyo, sont dominés par des monarques puissants et autocratiques exerçant un contrôle presque total, tandis que dans d'autres, comme les cités-États d'Ijebu, les conseils sénatoriaux détiennent une autorité suprêmes et l'Ọba joue plutôt un rôle de figure de proue.
Dans tous les cas, cependant, les monarques yoruba restent soumis à l’approbation constante de leurs électeurs par principe. Ils peuvent être facilement contraints d’abdiquer pour avoir fait preuve de tendances dictatoriales ou d’incompétence. L'ordre de quitter le trône est généralement communiqué par un àrokò (yo) ou message symbolique, qui prend souvent la forme d'œufs de perroquets livrés dans un bol en calebasse couvert par les Oloyes.

## Histoire moderne

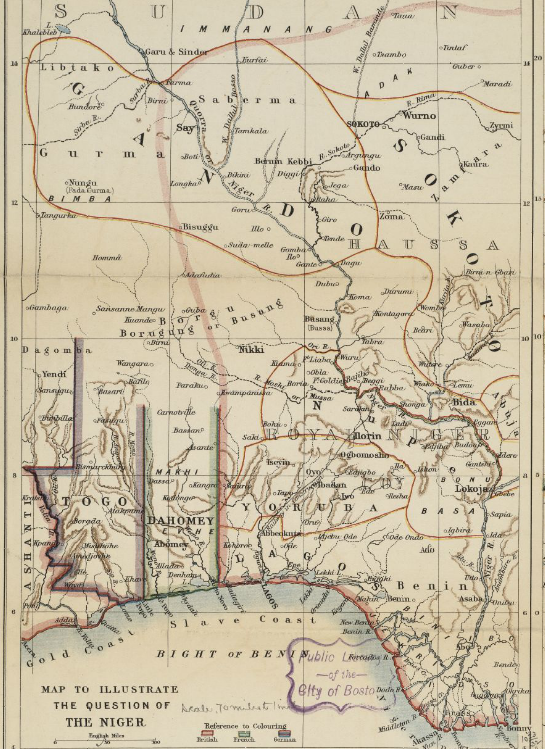
Carte du peuple Yoruba, Afrique de l'Ouest (Nigéria), 1898.

Les Yoruba créent finalement une fédération de cités-États sous l'ascendant politique de la cité-État d'Oyo, située à la périphérie nord du Yorubaland dans les plaines de savane entre les forêts du sud-ouest actuel du Nigeria et le fleuve Niger.
À la suite d'un djihad mené par Ousman dan Fodio et d'une consolidation rapide des cités-États haoussa du nord du Nigéria contemporain, le califat peul de Sokoto envahit et annexe le royaume tampon de Nupe. Il commence alors à avancer vers le sud dans les terres Ọyọ. Peu après, ses armées envahirent la capitale militaire yoruba d'Ilorin, puis pillent et détruisent Ọyọ-Ile, le siège royal de l'empire Ọyọ.
Suite à cela, Ọyọ-Ile est abandonnée et les Ọyọ se retirent au sud jusqu'à l'actuelle ville d'Oyo (anciennement connue sous le nom de « Ago d'oyo » ou « Oyo Atiba ») dans une région boisée où la cavalerie du califat de Sokoto est efficace. D'autres tentatives du califat de Sokoto pour s'étendre vers le sud sont stoppées par les Yoruba qui se sont ralliés à la défense sous la direction militaire du clan ascendant d'Ibadan, issu de l'ancien empire d'Oyo, et des cités-États d'Ijebu.
Cependant, l’hégémonie d’Oyo subit un coup mortel. Les autres cités-États yoruba libèrent de la domination d'Oyo et se retrouvent ensuite impliquer dans une série de conflits internes qui se transforment rapidement en une guerre civile de grande ampleur. Ces événements affaiblissent considérablement le pays Yoruba alors que la colonie britannique de Lagos intervient en utilisant des méthodes dures pour mettre fin à la guerre civile (en) dans le pays. En 1893, le Grand Yorubaland est intégré au Protectorat britannique, le Nigeria colonial. Les archives historiques des Yoruba, devenues plus accessibles au XIXe siècle avec l'arrivée plus permanente des Européens, font état de raids djihadistes massifs menés par les guerriers peuls montés du nord ainsi que de guerres interurbaines endémiques entre les Yoruba eux-mêmes. Les preuves archéologiques de la grandeur de leur ancienne civilisation, sous la forme, entre autres, de réalisations architecturales impressionnantes comme l'Eredo de Sungbo, vieilles de plusieurs siècles, abondent néanmoins.

## Grandes villes et diaspora

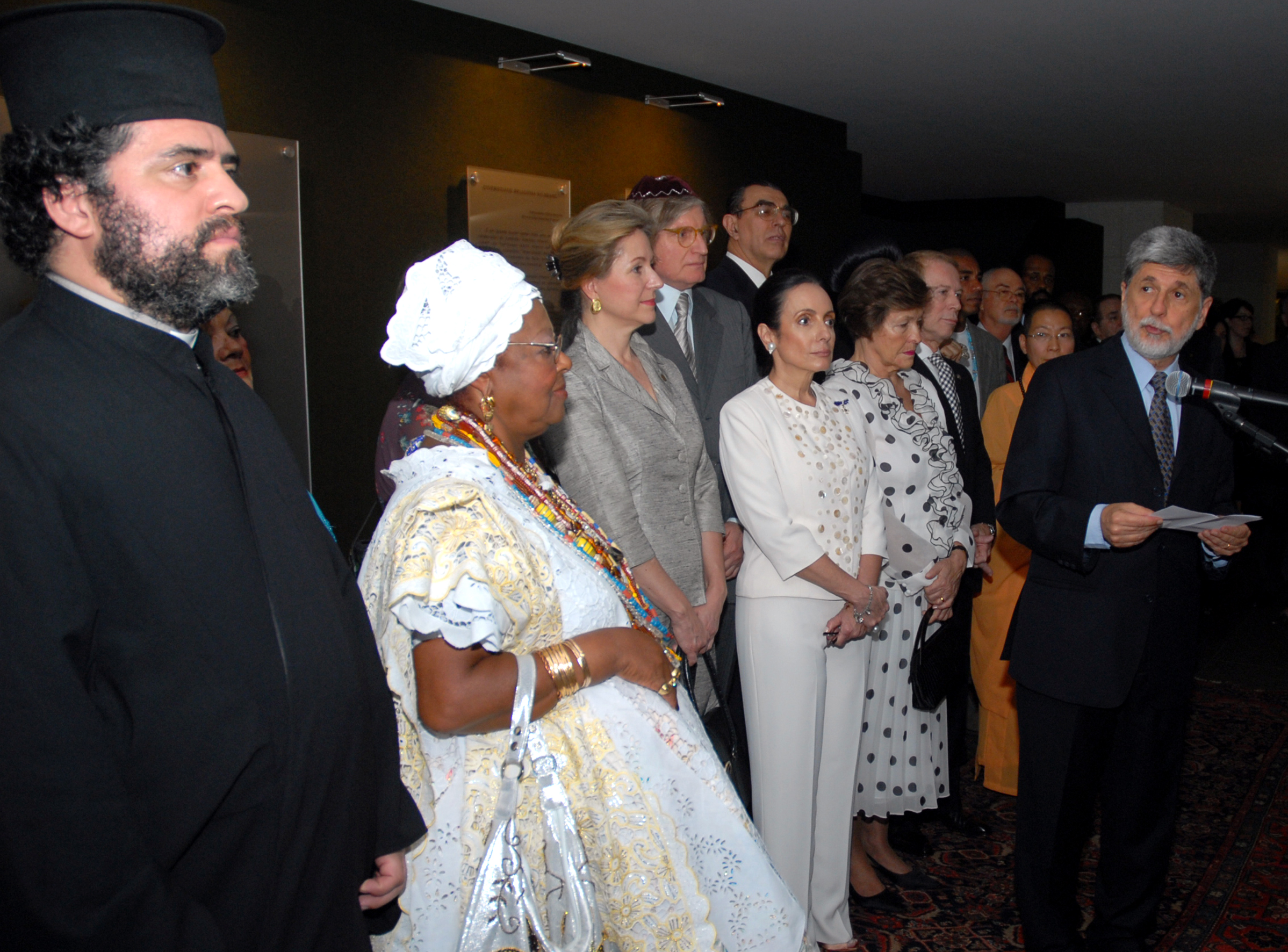
Pratiquante du candomblé une religion afro-brésilienne qui s'appuie notamment sur le culte des Orishas et introduite au Brésil par les esclaves issus de la traite des Noirs entre 1549 et 1888 lors d'une exposition sur la diversité des cultes du Brésil, en 2006.

De nombreux peuples yoruba s'organisent en villages, villes et cités sous forme de royaumes. Les principales villes comprennent Ile-Ife, Oyo, Ila-Orangun, Eko (Lagos), Abeokuta, Ipokia, Ibadan, Ijebu Ode, Iwo et Akure, etc. Certaines villes et villages du peuple Yoruba sont collectivement considérés comme des clans en raison de similitudes dans leurs origines et leurs cultures. Plusieurs autres villes, bien que non yoruba, ont été influencées par les Yoruba. Ces villes sont Warri, Benin City, Okene et Auchi.
La diaspora yoruba comprend deux groupes principaux. Le premier groupe est composé des immigrants récents qui ont déménagé aux États-Unis et au Royaume-Uni après les changements politiques et économiques des années 1960 et 1980. Le deuxième groupe est beaucoup plus ancien et est composé de descendants de Yoruba kidnappés qui sont arrivés comme esclaves dans des pays comme les États-Unis, Cuba, Trinité-et-Tobago, le Brésil, Grenade et d'autres pays des Caraïbes et d'Amérique du Sud au XIXe siècle.
Tout comme dans le cas du Yorubaland lui-même, de nombreuses personnes appartenant à la diaspora Yoruba sont musulmanes ou chrétiennes. Le culte traditionnel yoruba reste néanmoins influent dans les communautés de la diaspora.